# Norgesvældet
Norgesvældet betegner områder, der formelt var underlagt norske konger i højmiddelalderen. Da Norgesvældet var på sit højeste, omfattede det øerne i det nordlige Atlanterhav, der hvor norske emigranter havde slået sig ned, samt de vestlige og nordlige dele af den skandinaviske halvø.

## Den norske storhedstid
Norgesvældet var et tidvis løst sammenbundet rige, bestående af moderlandet og de oversøiske besiddelser, som i middelalderen blev betegnede som norske skattelande, snarere end dele af et norsk statsterritorium. Den verdslige magt var på sit højeste ved afslutningen af kong Håkon 4. Håkonssons regeringstid (1263). Et vigtigt element var den kirkelige overhøjhed under ærkebispesædet i Nidaros fra 1152/53 over Norgesvældet, fraregnet Jämtland. Den norske storhedstid startede, da Håkon 4.s blev taget til konge af birkebeinerne i 1217 og hyldet på Øretinget. I løbet af hans regeringstid blev Norge, målt i areal et af de største riger i Europa. Befolkningsmæssigt var landet dog ikke blandt de største. Danmark havde fx langt flere indbyggere. Landet var også en magtfaktor på De britiske øer, hvor kun Margrete af Skotlands ubelejlige dødsfald forhindrede den norske kongeslægt i at blive indgiftet i den engelske. Håkon 4. var på tale som tysk-romersk kejser; han udvekslede gaver med sultanen af Tunis, og et tocifret antal europæiske ridderromaner blev oversat til norrønt. Hans datter Kristina blev indgiftet i den spanske kongefamilie, og under hans søn Magnus Lagabøte fik Norge en landslov som et af de første lande i Europa; Danmark måtte vente på sin i mere end 400 år. Norges storhedstid tog slut i løbet af 1300-tallet; men norsk identitet var vigtig ved løsrivelsen i 1814, hvor Norge kunne vise til, at det tidligere havde været en selvstændig nation, og endog den arealmæssigt største i Europa.

## Geografisk udstrækning
Fastlands-Norge:
Viken: Fylkerne under Borgartinget:
- Ránríki (Bohuslen)
- Vingulmórk
- Vestfold (Vestfold, Drammen, Lier, Eiker og Sandsvær)
- Grenafylki (Grenland, Telemark og Numedal)

Oplandene: Fylkerne under Eidsivatinget:
- Heinafylki (Hedmarken og Gjøvik)
- Haðafylki (Toten, Land, Hadeland og Hringaríki)
- Raumaríki
- Gudbrandsdalen
- Østerdalen

Vestlandet: Fylkerne under Gulatinget:
- Sunnmørafylki
- Firðafylki
- Sygnafylki
- Horðafylki
- Rygjafylki
- Egðafylki
- Valdres og Haddingjadalr

Trøndelag: Fylkene under Frostatinget:
- Raumsdølafylki
- Nordmørafylki (Nordmøre og Fosen)
- Naumdølafylki
- Sparbyggjafylki (Sparbu, Stod, Steinkjer, Snåsa, Lierne)
- Eynafylki (Beitstad, Inderøy, Verran)
- Verdølafylki
- Skeynafylki (Skogn, Ytterøy, Mosvik)
- Stjórdølafylki (Stjørdalen, Klæbu, Selbu, Tydal)
- Strindafylki (Strinda, Leksvik, Frosta, Åsen)
- Gauldølafylki
- Orkdølafylki (Orkdalen, Skaun, Børsa, Byneset)

Háleygjaland: Nordland og Troms syd for Malangen
Finnmark: Skatteland

## Baggrund
Fra 600-tallet begyndte vestnorske bønder en udvandring (kaldet landnam) til de nærmeste øer i Vesterhavet, Orkneyøerne og Hjaltland (Shetland), senere videre til Suderøerne (Hebriderne) og Man, og vestover til Færøerne, Island og Grønland. I varierende grad var disse øer beboede, da nordmændene kom dertil, men den lokale befolkning blev overvejende enten fortrængt eller assimileret af de norske indvandrere. Gennemgående fik øerne en overvejende fra Norge stammende befolkning, som beholdt kontakten med moderlandet over Vesterhavet.
De norske bygder havde egne høvdinge eller småkonger efter norsk mønster, som med tiden blev underlagt den norske kongemagt, da denne efterhånden fik en national udbredelse. Ofte havde de norske konger problemer nok hjemme på fastlandet, så den lokale magt var ofte udøvet af lokale jarler på vegne af den norske konge.
Besiddelserne i Sverige var i varierende grad norske. I 800 – 900-tallet er det rimeligt at antage, at befolkningen i Bohuslen, Jämtland og Herjedalen ikke havde noget nationalt tilhørsforhold, hverken til Norge, Svealand eller Götaland. Det lå for den efterhånden centraliserede kongemagt at skabe denne, som led befæstelsen af sin ret i grænseområder over for naboriger.

## Øerne iVesterhavet
- Shetland (Hjaltland): norske vikinger kom fra 700-tallet til øerne, og gjorde sig til herrer over dem før 900. Efter slaget ved Florvåg blev Shetland i 1195 direkte underlagt Norges konge.
- Orkneyøerne (Orkneyar): nordmænd begyndte at slå sig ned omkring år 800. Der dannedes et jarledømme, som fra Harald Hårfagres tid, ca 875, i vekslende grad var underlagt Norges konger. Inden 1195 kom Shetland under jarledømmet Orkneyøerne. Norges overherredømme over Shetland og Orkneyøerne blev bekræftet ved traktaten i Perth i 1266. De gik sammen med Norge i union med Danmark i 1380. Danskekongen Christian 1. pantsatte begge øgrupper til den skotske konge som medgift for sin datter Margrete i 1468 og 1469. I 1472 kom øerne under ærkebiskoppen i St Andrews. De dansk-norske konger ville senere indløse dem, men dette blev ikke imødekommet af de skotske konger.
- Hebriderne (Suðreyar) blev fra 700-tallet hjemsøgt af norske vikinger, i 800-tallet slog mange nordmænd sig ned, og øerne blev underlagt Norges konge i 1100-tallet.
- Man i Det Irske Hav blev i vikingetiden regnet til Hebriderne, og fra midten af 800-tallet havde norske vikinger bosat sig der. Øen anerkendte skattepligt til den norske konge i 1152.

Skotske og norske konger lå i strid om øerne rundt omkring Skotland i 1200-tallet, og Man og Hebriderne blev afstået til den skotske konge ved traktaten i Perth i 1266. Øerne blev formelt opgivet af den danske konge Christian 1.
- Færøerne blev underlagt Norges konge i 1035.
- Island blev underlagt Norges konge i 1262.
- Grønland underlagt Norges konge i 1261.

Færøerne, Island og Grønland gik i 1380 sammen med Norge i union med Danmark, og blev ved det danske rige, da Norge kom i union med Sverige ved Freden i Kiel i 1814.
Kirkeligt lå alle fem bispedømmer (Færøerne, Island, Grønland, Orkneyøerne med Shetland og Man med Hebriderne) fra 1153 under ærkebiskoppen i Nidaros.

## Landskaber i Sverige
- Herjedalen (svensk: Härjedalen) blev underlagt den norske konge i 1100-tallet og lå indtil reformationen under Nidaros ærkebispedømme.
- Jämtland (svensk: Jämtland) blev underlagt den norske konge i 1200-tallet, men lå kirkeligt under ærkebispen i Uppsala. Landskabet blev erobret af Sverige under den nordiske syvårskrig (1563-70), men ført tilbage til Norge ved freden i 1570 og underlagt Nidaros ærkebispedømme.
- Idre og Særna var fra gammel tid underlagt den norske konge og lå kirkeligt under Nidaros ærkebispedømme. Landskabet blev okkuperet af svenskerne under Torstenssonfejden i 1644.

Jämtland, Herjedalen, Idre og Særna blev afståede til Sverige ved freden i Brömsebro i 1645.
- Bohuslen (svensk: Bohuslän), tilhørte Norge siden Harald Hårfagres tid. Landskabet var med undtagelse af årene 1523-32 norsk indtil freden i Roskilde i 1658, da det blev afstået til Sverige.

## Konger over Norgesvældet
- Harald Hårfagre regnes for at være den første norske konge, som også regerede over Orkneyøerne, Shetland og Hebriderne (konge ca år 875 – 933), og hans rige dannede grundlaget for Norgesvældet.
- Håkon den Gode genoprettede faderens gamle samlingsværk (ca 933 – 960), og lagde også Jämtland under Norges krone.
- Olav Haraldsson (ca 1015 – 1028) prøvede fra 1020-årene også at hævde kongemagten over de norske udbygder i Vesterhavet, på Island og Færøerne uden særligt held, men han formåede at hævde et vist herredømme over Orkneyøerne.
- Magnus den Gode (1035 – 1047) underlagde sig Færøerne, og blev efter Hardeknuds død i 1042 tillige anerkendt som konge i Danmark. Omkring sin død overlod han magten til Harald Hårderåde, som ikke opgav sine krav på Danmark før i 1064. Harald prøvede i stedet at underlægge sig England, men faldt ved slaget ved Stamford Bridge i 1066.
- Olav Kyrre (1067 – 1093) var en fredelig konge, som overtog Norges kongemagt efter faderen, Haralds død. Han skal i henhold til traditionen have grundlagt Bergen i 1070, som efterhånden blev midtpunktet for Norgesvældet.
- Magnus Barfod (1093 – 1103) havde derimod store ambitioner og søgte gennem flere hærtogter at gøre sig til herre over Skotland og områderne omkring Det Irske Hav. Han fik i 1098 den skotske kongens accept på herredømmet over øerne uden for Skotland, og magtede tillige at underlægge sig Anglesey ud for Wales – for en tid. Den norske kongemagts krav på Orkneyøerne var imidlertid da blevet godt befæstet.
- Øystein Magnusson (1103 – 1123) tillægges æren af at have vundet Jämtland som skatteland for Norge efter, at det havde passet sig selv i mange hundrede år.
- Under brødrene Sigurd Munns (1136 – 1155), Inge Krogrygs (1136 – 1161) og Øystein Haraldssons (1142 – 1157) regeringstid blev den norske kongemagts greb om Orkneyøerne, Hebriderne og Man befæstet. I 1153 blev Nidaros ærkebispesæde oprettet, og også øerne i Vesterhavet blev lagt under dette.
- Med Håkon Håkonsson (1217 – 1264) nåede Norgesvældet sit højdepunkt, idet også Island (1262) og Grønland (1261) blev gjort skattepligtige. I 1263 mobiliserede han den største ledingsflåde i Norges historie for at gå i strid mod den skotske konge om Hebriderne og Man. Efter nogen uafgjorte kampe lagde flåden sig i vinterkvarter på Orkneyøerne, hvor kongen senere døde.
- Magnus Lagabøte (1263 – 1280) brød med faderens ekspansionspolitik, og med Perth-traktaten i 1266 blev de norske besiddelser Man og Hebriderne opgivet til fordel for kongen af Skotland. Som modydelse blev det norske herredømme over Orkneyøerne og Hjaltland (Shetland) anerkendt af Skotland.
- Eirik Magnusson (1280 – 1299) - også kendt under navnet Erik Præstehader
- Håkon Magnusson (1299 – 1319)

I 1300-tallet uddøde den norske kongeslægt, og landet med dets skattelande indgik i Kalmarunionen sammen med Danmark og Sverige.